# 張表 (弘治進士)
張表（1454年—？），字人傑，陝西漢中府褒城縣人，民籍，明朝政治人物。

## 生平
陝西鄉試第二十九名舉人。弘治三年（1490年）中式庚戌科會試第二百二十名，三甲第一百四十八名進士。

## 家族
曾祖張普清；祖父張福隆；父張弘，母萬氏。永感下。